# Вест Сио (Орегон)
Вест Сио (енгл. West Scio) насељено је место без административног статуса у америчкој савезној држави Орегон.

## Демографија
По попису из 2010. године број становника је 120.
| Група             | 2000.    | 2010.      |
| Белци             | 0 (0,0%) | 97 (80,8%) |
| Афроамериканци    | 0 (0,0%) | 0 (0,0%)   |
| Азијати           | 0 (0,0%) | 0 (0,0%)   |
| Хиспаноамериканци | 0 (0,0%) | 10 (8,3%)  |
| Укупно            | 0        | 120        |